# Відра (комуна, Ілфов)
Відра (рум. Vidra) — комуна у повіті Ілфов в Румунії. До складу комуни входять такі села (дані про населення за 2002 рік):
- Відра (3437 осіб)
- Крецешть (2567 осіб)
- Сінтешть (2216 осіб)

Комуна розташована на відстані 20 км на південь від Бухареста.

## Населення
За даними перепису населення 2002 року у комуні проживали 8220 осіб.
Національний склад населення комуни:
| Національність   | Кількість осіб | Відсоток |
| ---------------- | -------------- | -------- |
| румуни           | 7462           | 90,8%    |
| цигани           | 756            | 9,2%     |
| росіяни-липовани | 2              | < 0,1%   |

Рідною мовою назвали:
| Мова      | Кількість осіб | Відсоток |
| --------- | -------------- | -------- |
| румунська | 7840           | 95,4%    |
| циганська | 379            | 4,6%     |

Склад населення комуни за віросповіданням:
| Релігія                                       | Кількість осіб | Відсоток |
| --------------------------------------------- | -------------- | -------- |
| православні                                   | 8125           | 98,8%    |
| п'ятдесятники                                 | 43             | 0,5%     |
| римо-католики                                 | 9              | 0,1%     |
| греко-католики                                | 9              | 0,1%     |
| бретрени                                      | 9              | 0,1%     |
| адвентисти                                    | 5              | 0,1%     |
| лютерани                                      | 4              | < 0,1%   |
| мусульмани                                    | 1              | < 0,1%   |
| старообрядці                                  | 1              | < 0,1%   |
| лютерани (Синодально-пресвітеріанська церква) | 1              | < 0,1%   |
| не релігійні                                  | 1              | < 0,1%   |
| атеїсти                                       | 1              | < 0,1%   |
| не вказали релігію                            | 2              | < 0,1%   |

## Зовнішні посилання
- Дані про комуну Відра на сайті Ghidul Primăriilor [Архівовано 31 жовтня 2009 у Wayback Machine.]